# أليكس فوستر
أليكس فوستر (بالإنجليزية: Alex Foster)‏ هو لاعب هوكي الجليد أمريكي، ولد في 26 أغسطس 1984 في رويال أوك في الولايات المتحدة.

## وصلات خارجية
- أليكس فوستر على موقع دوري الهوكي الوطني (الإنجليزية)
- أليكس فوستر على موقع الدوري الأمريكي لهوكي الجليد (الإنجليزية)
- أليكس فوستر على موقع EliteProspects.com (الإنجليزية)
- أليكس فوستر على موقع HockeyDB.com (الإنجليزية)
- أليكس فوستر على موقع Hockey-Reference.com (الإنجليزية)